# Bomilcar (general)
Bomilcar fou un militar cartaginès que va viure al segle III aC i va intervenir a la Segona Guerra Púnica.
Va dirigir els subministraments i els reforços per Hanníbal després de la batalla de Cannes l'any 216 aC i va arribar a Itàlia el 215 aC. El 214 aC, amb cinquanta-cinc vaixells, va ser enviat a Siracusa, assetjada pels romans, però trobant-se incapaç de fer front a la superior flota romana, es va retirar a Àfrica.
Dos anys després va anar de nou a Siracusa, perquè se sap que va sortir de port per portar notícies a Cartago del perillós estat de defensa de la ciutat, quan ja tota Siracusa menys l'Acradina estava en mans de Claudi Marcel. Va tornar al cap de poc temps amb 100 vaixells. Al mateix any una epidèmia de pesta va aniquilar bona part de l'exèrcit cartaginès de terra dirigit per Hipòcrates de Siracusa i Himilcó i altre cop va abandonar Sicília cap a Cartago per portar les notícies a la ciutat. Va tornar un altre cop amb 130 vaixells, però Claudi Marcel el va advertir de no acostar-se a Siracusa i Bomilcar es va dirigir a Tàrent amb la intenció de tallar els subministraments a la guarnició romana de la ciutat, però finalment es va haver de retirar.